# جونثالو دي بيرثيو
جونثالو دي بيرثيو هو شاعر إسباني في العصور الوسطي، وُلد عام ١١٩٦م في العصر الأوسطي القصير وتوفي عام ١٢٦٤م، وكان واحداً من رواد مدرسة رجال الدين الأدبية. درِّس كراهب في دير سان مييان دي لا كوجويا.

## السيرة الذاتية
إذا كنت تريد معرفة من قام بهذا الإملاء، «جونسالفو دي بيرثيو »، هو مواطن من مدريد، نشأ في سان مييان، من قبل رئيس الدير خوان سانشيز، كاتب عدل بالاسم.
تم تأكيد هذا مرتين من قبل جونثالو دي بيرثيو نفسه في بداية حياته في سان مييان دي لا كوجويا (3ج، «حي بيرسيو مدريث لي ياز الحالي» و19ب، «كنت في فيرسيو، إنه قريب من مدريث»). مدريث في الواقع، كانت قرية علي مقربة من سان مييان دي لا كوجويا تقع علي ضفة نهر كاردنس وهي متاخمة لقرية بيرثيو في مقاطعة لا ريوخا. لذلك الريوخي جونثالو دي بيرثيو تعلم في دير سان مييان القريب، و صار رجل دين دنيوي عمل في البداية شماساً عام ١٢٢١م، ولاحقا عمل قسيساً عام ١٢٣٧م، ومن ثم مدرس للمبتدئين طبقاً براين داتون، كاتب العدل المعمول به لدى رئيس الدير خوان سانشيز (١٢٠٩ - ١٢٥٣)، في دير سان ميلان دي لا كوجويا المذكور أعلاه. أن لديه أخ مثله، كان ايضاً رجل دين، تلقي تعليماً دقيقاً للغاية، حيث تدرب بين عامي ١٢٢٢م و ١٢٢٧م في الدراسات العامة التي تم إنشاؤها حديثا. وهي تعد (سابقة العصور الوسطى للجامعات الحديثة) ببلنسيه. من الأوائل التي أُقيمت في إسبانيا وأسسها الأسقف دون تيلو تيليث دي مينيسيس التي ذكرها بيرثيو في أعماله. كان هناك أربعة محاور؛ علم اللاهوت والقانون الكنسي والمنطق وعلم النحو والصرف، لذلك تلقي شاعر المستقبل تكويناً جديداً ومتفوقاً جدا علي رجال الدين الآخرين من نفس مستواه. بدون شك، في بدايات القرن الثالث عشر، دير سان مييان كان يمر بفترة تراجع عن مجده السابق، حيث حاول الشاعر أن يكافحها بكتابته التي تشجع التعبد و الحج والتبرعات لرفات القديسين التي يحتفل ويحتفظ بها الدير. من المحتمل أن يكون بيرثيو قد توفي في القرن الثالث عشر تقريباً عام ١٢٦٤م.

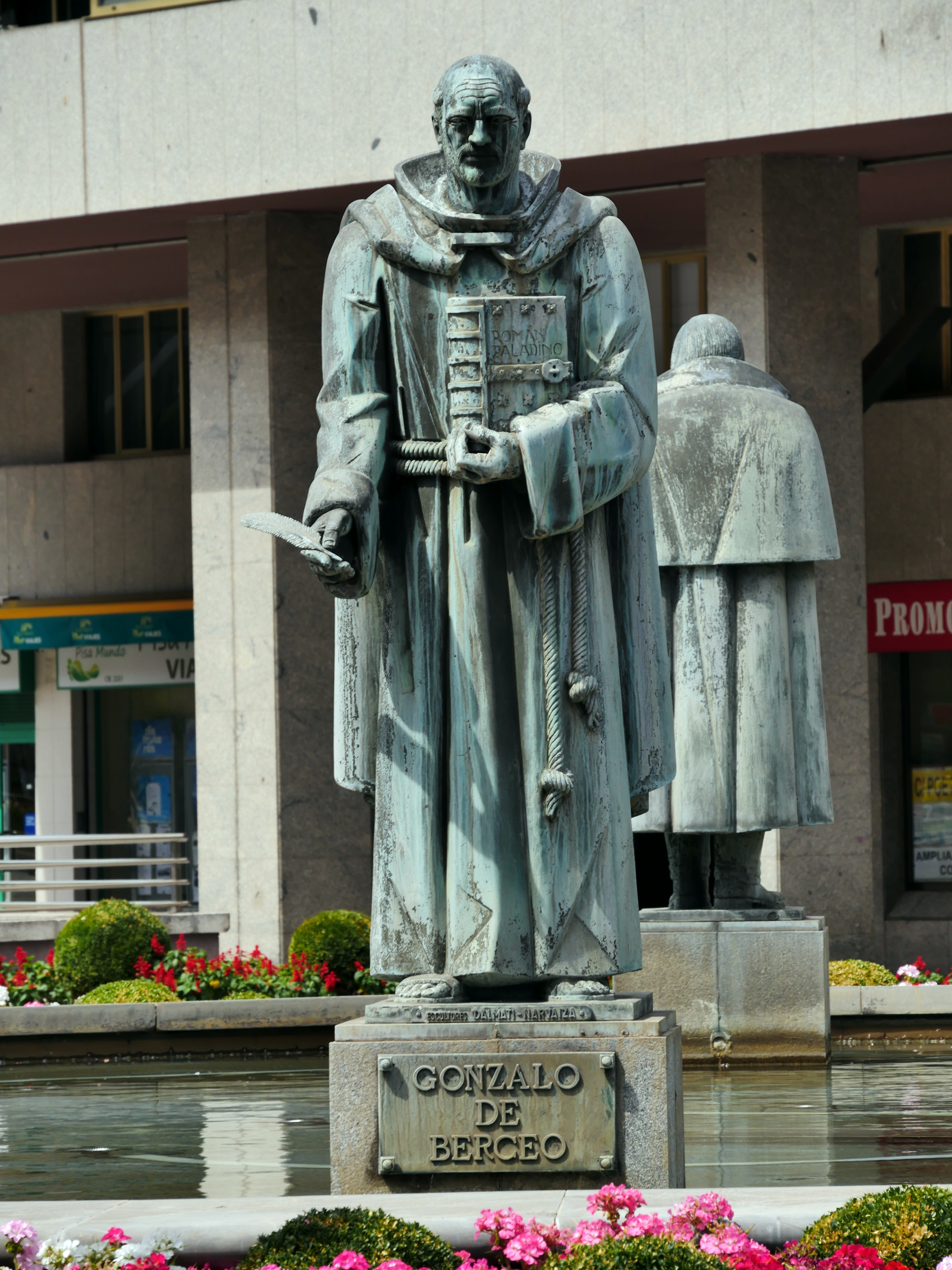
تمثال جونثالو دي بيرثيو في النافورة اللامعة في جرونيو.

كان بيرثيو الأكثر تمثيلاً لمدرسة رجال الدين الأدبية. صحح اللغة الإسبانية أو القشتالية بلهجة ريوخا المتنوعة. وحول العديد من المفردات من اللغة اللاتينية الفصحي و لجأ إلي صيغ من الأدب الشفهي التقليدي ومن مدرسة الشعراء الجوالة الأدبية. في عمله ككاتب عدل كنسي، ومع محاولة التغلب علي تدهور الدير. حتي قام بتزوير مستندات ليتأكد أن المزارعين يدفعون التبرعات بنفس الطريقة.
أعماله المؤلفة الروائية و الوعظية تتمحور حول الموضوعات الدينية وهي مكونة بشكل أساسي من حياة القديسين، وهذه هي سير ذاتية للقديسين، بالتحديد من يتعبدون في الأديرة التي ارتبط بها: قصة السيد سان مييان، وحياة ساكانتا أوريا، وحياة المعترف المجيد القديس دومينيك دي سيلوس. علي سبيل المثال، حالياً عمله الأكثر شهرة هو معجزات السيدة العذراء. وأعماله الآخري هي؛ الحداد الذي أقامته السيدة العذراء مريم يوم آلام حبيبها يسوع المسيح، ومن ذبيحة القداس،من العلامات التي ستظهر قبل القيامة
،استشهاد القديس لورانثيو، مدائح السيدة العذراء وثلاث ترانيم، مكرسة ليسوع، الروح القدس والعذراء.
لا يُقدم علي أنه مولِف أصلي، بل مترجم للعديد من الأعمال المكتوبة باللغة اللاتينية، أصله وشخصيته الفنية تُوجب أن يكون موضع تقدير في معالجة الموضوعات، في الأسلوب، والتفاصيل والتكيفات المعتادة مع عقلية القرون الوسطى والفلاحين التي تضاف إلى هذه القصص. أحيانًا يُسقط شخص آخر تلميحًا لمحتوى اجتماعي عميق:
الكافة المتغطرسون الذين يسرقون الأشخاص المساكين / الذين يحمصون خبزهم ويشربون نبيذهم / سوف يتسولون بشكل منحني أو مُذِل، مثل أونثينوس؛ / سيقولون نفس الشيء للمُشرِّعين الفاسدين (علامات الدينونة النهائية)
ميدان الإبداع في عمله هي الثقافة، على الرغم من أنه يتمتع بمظهر شعبي ويستخدم عناصر تقليدية؛ المقطع المستخدم في نظم الشعر من حيث الشكل هي قصيدة رباعية ذات قافية أحادية، وتتكون من أربعة عشر مقطعًا أو ما تُعرف بالأربع عشري، يفصل كل منها إلى نصفين من سبعة مقاطع بينهم فاصل، يتزامن مع نهاية الكلمة والمجموعة الصوتية، مما يمنع أي ربط، و بقافية واحدة ساكنة في جميع أبياتها.
تم الحفاظ على أعماله الإثني عشر لنا من خلال نسخ من مخطوطتين تعود إلى القرن الثامن عشر، أحدهما مفقود من حوالي عام ١٢٦٠، والآخر ممزق من حوالي عام ١٣٢٥؛ كلاهما قاما بدورهما بنسخ النموذج الأصلي المفقود. يمكن تقسيمهم إلى ثلاث مجموعات، والتي يجب أن تضاف إليها مجموعة رابعة مكونة من ترانيمهم الثلاث. ترجماتهم الإسبانية لـ Veni Creator Spiritus وAve maris stella وChriste, qui lux es et dies):>
1. أعمال عن مريم العذراء: مدح السيدة العذراء، والمبارزة التي قامت بها العذراء، ومعجزات السيدة العذراء.
2. حياة القديسين: حياة سان مييان، حياة سانتو دومينجو دي سيلوس، قصيدة سانتا أوريا واستشهاد سان لورينثو.
3. الأعمال العقائدية: من العلامات التي تظهر قبل الدينونة الأخيرة وذبيحة القداس.

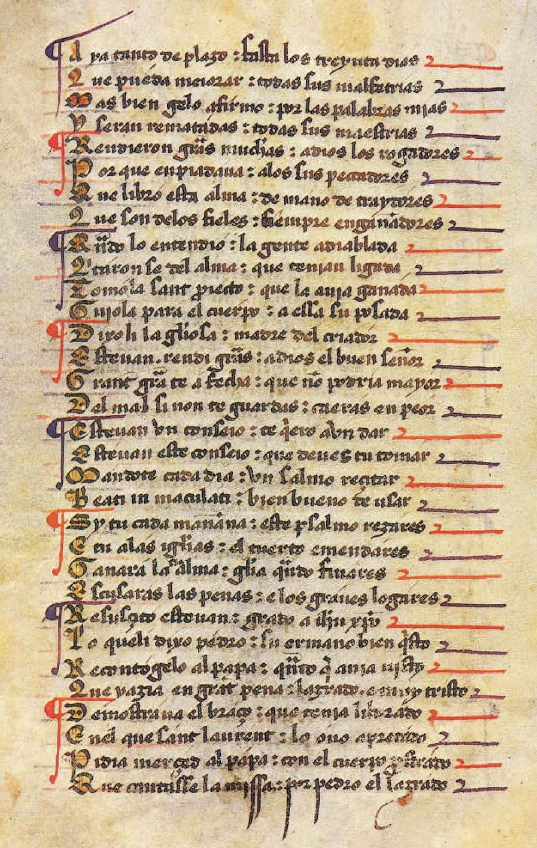
مخطوطة من القرن الرابع عشر لمعجزات السيدة العذراء

المقالة الرئيسية: معجزات السيدة العذراء
تبدأ بمقدمة مجازية بحيث يريد الكاتب أن يقدم نفسه في طبيعته المثالية، راحة الرجل التي ترمز للفضائل والكمالات لدي العذراء. تالياً، تحدث خمس وعشرون معجزة من صنع العذراء لصالح مجموعات من أشخاص من مختلف الفئات الاجتماعية أو الدينية، الذين يشعرون بإخلاص كبير لها. بيرثيو لا يبتكر، يهدف فقط إلى نشر القصص الموجودة عن السيدة العذراء باللغة الرومانسية. الذي يُعدله بحرية. الخصائص الرئيسية للمعجزات هي ما يلي:
- بيرثيو يقدم عناصر يومية لجذب مستمعيه
- يستخدم عناصر من فن الشعراء الجوالة، مثل استخدام المصطلحات لجذب آذان مستمعيه.
- في نهاية كل قصة يبدو أن هناك أخلاقية أو تعليمًا يجعل المستمع يفهم مزايا كونك مخلصًا للعذراء.

يمكن التمييز بين ثلاث معجزات للعذراء:
1. حيث تكافئ مريم الأشخاص أو تعاقبهم، مثل مطاردة سان ييديفونس".
2. حيث تغفر العذراء ،وتتمكن من إنقاذ أتباعها من الهلاك مثل معاون القس ،واليهودي.
3. الأشخاص الذين يعانون من أزمة روحانية، تساعدهم السيدة العذراء في حل الصراع النفسي، مثل رئيسة الدير الحاملة.

قديمًا، جزء من اللغة الإسبانية أو ما تعُرف بالقشتالية، كان مستخدم في اللغة الباسكية في مدينة لا ريوخا. بالتحديد، ومن المعروف على وجه اليقين أن هذه اللغة كانت تستخدم في جزء من إقليم لاريوخا الغربي أو ما يُعرف باسم لا ريوخا ألتا، و ربما كان هذا هو الحال أيضًا في أماكن أخرى في المنطقة. لذلك كتابات جونثالو دي بيرثيو، من أوائل الكتابات باللغة الإسبانية. تتميز بثرائها بالباسكية، في كتاباته تظهر كلمات باسكية مثل بلدور وتعني خائف، و دون بلور للإ شارة للشيطان، وكلمةجابي وهي تعني بدون ، وأيضًا كلمة بريفادو دي وتعني خاص ب، وكلمة كاتيكو، وكلمة ديل باسكوينثي ثاتيكو، وكلمة بيداتيكو وتعني قليل، وكلمة اثكونا، وكلمة لانثا وتعني رمح أو حربة.